# Weltbild

Logo

Verlagsgruppe Weltbild is een Duitse boekenuitgeverij en verkoper, gevestigd in Augsburg.
Het is eigendom van de Rooms-Katholieke Kerk in Duitsland en is naar eigen zeggen na de Duitse tak van Amazon.com de tweede online-verkoper van het land. De jaarlijkse omzet is zo'n 1,7 miljard euro en er werken 6500 mensen. Volgens de onderneming kopen zo'n 5,5 miljoen mensen boeken bij Weltbild, per mailorder, in een van de 300 boekwinkels van Weltbild of via internet.

## Pornografie
Volgens het Duitse boekenvakblad Buchreport voert de onderneming zo'n 2500 pornografische titels die satanisme en magie promoten, zoals "Anwaltshure" ("Advokatenhoer") en "Schlampeninternat". Dit is al meer dan tien jaar het geval, aldus het katholieke blad PUR, en de Duitse bisschoppen wisten ervan. In 1998 fuseerde Weltbild met vijf uitgeverijen die ook pornografische werken uitbrachten, zoals Droemer Knaur (vijftig procent eigendom van Weltbild) en Blue Panther Books. In 2009 probeerde de kerk Weltbild van de hand te doen, maar het kreeg er niet de gewenste prijs voor. Inmiddels heeft Weltbild maatregelen genomen, zo zijn de titels van Blue Panther Books van de online-catalogus gehaald.